# Корк (аэропорт)
Аэропорт Корк (англ. Cork Airport, ирл. Aerfort Chorcaí) — гражданский пассажирский аэропорт в Ирландии, один из трёх основных международных аэропортов страны, наряду с Дублином и Шанноном. Аэропорт находится в 6,5 километрах от Корка и двух километрах от деревни Баллигарван. Пассажиропоток аэропорта составляет более 2,5 миллионов человек в год.

## История
Принципиальное согласие на строительство аэропорта близ Корка было дано правительством Ирландии в 1957 году. После изысканий с целью выбора подходящего места, было утверждено строительство близ деревни Баллигарван. В 1959 году был проведён тендер на возведение аэропорта, общий бюджет составил 1 миллион фунтов. Уже в 1961 году аэропорт Корк был торжественно открыт и начал обслуживать рейсы авиакомпаний Aer Lingus и Cambrian Airways, за первый год пассажиропоток составил 10172 человека, что близко к ежедневной пропускной способности аэропорта в 2007 году.
В 1976—1978 годах аэропорт был реконструирован, были построены новые холлы, новый офисный комплекс, обновлено информационное табло.
В начале 1980-х был расширен перрон аэропорта, в 1988—1992 годах была проведена программа расширения терминала.

## Авиакомпании и направления
| Авиакомпания   | Направления |
| -------------- | --- |
| Aer Lingus     | Аликанте, Амстердам, Барселона, Бирмингем, Бристоль, Глазго, Дубровник, Лансароте, Лас-Пальмас-де-Гран-Канария, Лиссабон, Лондон, Малага, Манчестер, Мюнхен, Ницца, Ньюквэй, Пальма-де-Майорка, Париж, Ренн, Тенерифе, Фару, Эдинбург |
| Air France     | Париж |
| flybe          | Кардифф |
| Iberia Express | Мадрид |
| Ryanair        | Аликанте, Бергамо, Бордо, Будапешт, Вроцлав, Гданьск, Жирона, Каркасон, Катовице, Лансароте, Лас-Пальмас-де-Гран-Канария, Ливерпуль, Лондон, Малага, Мальта, Неаполь, Пальма-де-Майорка, Познань, Реус, Тенерифе, Фару                |
| Swiss          | Цюрих |
| Volotea        | Верона |